# Paul Guilfoyle (Schauspieler, 1902)
Paul Guilfoyle (* 14. Juli 1902 in Jersey City, New Jersey; † 27. Juni 1961 in Hollywood, Kalifornien) war ein US-amerikanischer Schauspieler und Filmregisseur.

## Leben und Karriere
Paul Guilfoyle begann seine Schauspielkarriere beim Theater und stand zwischen den Jahren 1923 und 1934 in über einem Dutzend Broadway-Produktionen auf der Bühne. Oftmals war er dabei in Musicals und Komödien zu sehen.
Mitte der 1930er Jahre zog Guilfoyle nach Hollywood, wo er sich in der Folgezeit als vielseitiger Nebendarsteller etablieren konnte. Er spielte häufiger die besten Freunde der Hauptfigur als auch, insbesondere ab den 1940er Jahren, verschlagene Filmschurken. 1940 spielte er sowohl einen Oberstaatsanwalt in der Komödie Die unvergessliche Weihnachtsnacht als auch den verarmten Floyd Knowles in John Fords klassisch gewordener Verfilmung von John Steinbecks Roman Früchte des Zorns. Eine weitere Literaturverfilmung unter seiner Mitwirkung war Fred Zinnemanns Das siebte Kreuz (1944) nach Anna Seghers, in dem er die Nebenrolle des Fiedler übernahm. In dem Gangsterklassiker Sprung in den Tod unter Regie von Raoul Walsh verkörperte er einen hinterlistigen Strafgefangenen, der auf James Cagneys Gangsterboss ein erfolgloses Attentat verübt und dafür selbst mit seinem Leben bezahlen muss. Insgesamt spielte Guilfoyle in über 100 Filmen und über 20 Serien.
Während er nebenbei seine Schauspielkarriere fortsetzte, begann Guilfoyle in den 1950er Jahren als Fernseh- und Filmregisseur zu arbeiten. Er inszenierte Dutzende Serienfolgen und auch drei B-Filme: den Thriller Captain Scarface (1953) mit Barton MacLane, den Film noir A Life at Stake (1955) mit Angela Lansbury und Keith Andes, sowie Tess of the Storm Country (1960) mit Diane Baker und Jack Ging. Guilfoyle starb im Juni 1961 im Alter von 58 Jahren an einem Herzinfarkt. Er wurde im Forest Lawn Memorial Park in Glendale beigesetzt. Zu dem gleichnamigen, 1949 geborenen Schauspieler besteht keine Verwandtschaft.

## Filmografie (Auswahl)

### Als Schauspieler
- 1932: The Skull Murder Mystery (Kurzfilm)
- 1935: Special Agent
- 1936: Winterset
- 1937: The Soldier and the Lady
- 1938: The Saint in New York
- 1938: Sorgenfrei durch Dr. Flagg – Carefree (Carefree)
- 1938: The Mad Miss Manton
- 1939: Pacific Liner
- 1940: Früchte des Zorns (The Grapes of Wrath)
- 1940: Abe Lincoln in Illinois
- 1940: The Saint Takes Over
- 1940: Die unvergessliche Weihnachtsnacht (Remember the Night)
- 1940: Orchid, der Gangsterbruder (Brother Orchid)
- 1941: The Saint in Palm Springs
- 1943: The North Star
- 1944: Das siebte Kreuz (The Seventh Cross)
- 1944: Es geschah morgen (It Happened Tomorrow)
- 1944: Das Zeichen des Whistler (The Mark of the Whistler)
- 1944: The North Star
- 1945: Why Girls Leave Home
- 1946: Der Mann aus Virginia (The Virginian)
- 1947: Sindbad der Seefahrer (Sinbad the Sailor)
- 1949: A Woman’s Secret
- 1949: Ich heiratete einen Kommunisten (The Woman on Pier 13)
- 1949: Sprung in den Tod (White Heat)
- 1949: Panik um King Kong (Mighty Joe Young)
- 1949: Follow Me Quietly
- 1950: Auf dem Kriegspfad (Davy Crockett, Indian Scout)
- 1953: Julius Caesar
- 1953: Herzen im Fieber (Torch Song)
- 1954: Massai (Apache)
- 1954: Bomba und der goldene Götze (The Golden Idol)
- 1955: … und nicht als ein Fremder (Not as a Stranger)
- 1955: Das Komplott (Trial)
- 1955: Der Speer der Rache (Chief Crazy Horse)
- 1958–1959: Abenteuer unter Wasser (Sea Hunt, Fernsehserie, 2 Folgen)
- 1960: Rauchende Colts (Gunsmoke, Fernsehserie, Folge Shooting Stopover)
- 1960: Jimmy und die Piraten (The Boy and the Pirates)

### Als Regisseur
- 1952–1953: Racket Squad (Fernsehserie, 4 Folgen)
- 1953: Captain Scarface
- 1955: A Life at Stake
- 1955–1957: Science Fiction Theatre (Fernsehserie, 15 Folgen)
- 1955–1957: Streifenwagen 2150 (Highway Patrol, Fernsehserie, 9 Folgen)
- 1956–1958: The Sheriff of Cochise (Fernsehserie, 14 Folgen)
- 1957: Official Detective (Fernsehserie, 5 Folgen)
- 1957–1958: Men of Annapolis (Fernsehserie, 9 Folgen)
- 1958–1959: U.S. Marshal (Fernsehserie, 7 Folgen)
- 1959: Sugarfoot (Fernsehserie, Folge The Gaucho)
- 1960: Abenteuer unter Wasser (Sea Hunt, Fernsehserie, 2 Folgen)
- 1960: Tess of the Storm Country